# Honda CBS
Das CBS (Combined Brake System) ist ein kombiniertes Bremssystem für Motorräder, welches 1993 von Honda erstmals in der Honda CBR1000F angeboten wurde. Nach dem Prinzip der Verbundbremse dient das CBS dazu, den Bremsvorgang bei motorisierten Einspurfahrzeugen effektiver und einfacher zu gestalten und den Schutz vor dem Blockieren eines der beiden Räder zu erhöhen.

## Single-CBS
Das Single-CBS wurde 1999 erstmals im Motorroller Honda Foresight 250 angeboten, jedoch mit Trommelbremse am Hinterrad. Im gleichen Jahr bot Suzuki den Großroller Burgman mit ähnlichem System an. 2001 wurde der Roller @125 und 2002 das Modell SH125 damit ausgerüstet.
Beim Einsatz des Single-CBS in Motorrollern wird die Hauptbremslast des Hinterrades kombiniert mit einer Teilbremslast am Vorderrad. Bei der Betätigung des linken Bremshebels wird, neben der Hinterradbremse, die vordere Bremse über einen Bowdenzug, der den rechten Bremshebel zieht, mit betätigt. Der rechte Bremshebel steuert nur die Vorderradbremse und arbeitet autonom, daher der Begriff „Single“. Von 2002 bis 2006 wurde das Single-CBS in der Honda NT650V Deauville verbaut, wobei der Fußbremshebel beide Räder ansteuerte.
Das Single-CBS wird heute (Stand 2010) in folgenden Motorrollern verbaut: 
- Honda Lead
- Honda PS125i
- Honda PCX
- Honda SH125i

Das Single-CBS wird bei folgenden Motorrollern mit ABS kombiniert:

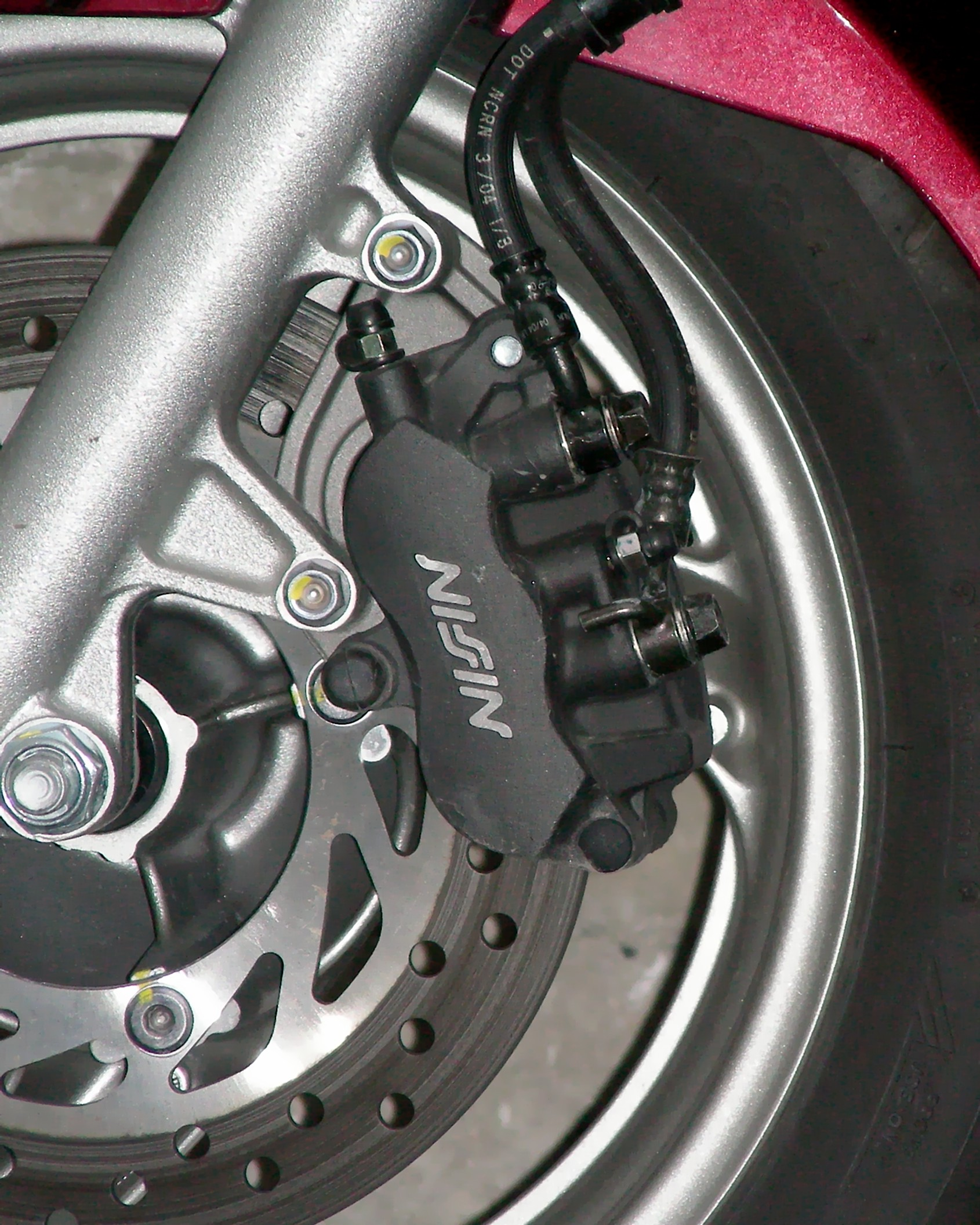
Drei-Kolben-Bremszange

- Honda Silver Wing 600
- Honda SH 300.

## Dual-CBS
Das Dual Combined Brake System (DCBS) oder kurz Dual-CBS wurde erstmals 1993 in der Honda CBR1000F angeboten. Bei Betätigung des Handbremshebels wird der Bremsdruck einerseits direkt an vier der sechs Bremskolben der beiden Bremsscheiben am Vorderrad aufgebaut. Weiterhin wird er über einen von dem drehbar gelagerten linken vorderen Bremssattel betätigten Sekundär-Bremszylinder an ein Regelventil (Proportional control valve - PCV) geleitet. Dieses modifiziert den Druck über eine giebeldachförmige Steuerkurve und leitet ihn an die äußeren zwei Kolben des Hinterrad-Bremssattels. Der Fußbremshebel bremst zuerst das Hinterrad, über ein Ventil werden verzögert die zwei mittleren Kolben der Vorderradbremse angesteuert. 
Auf diese Weise werden stets beide Räder abgebremst, auch wenn der Fahrer nur einen der beiden Bremshebel betätigt. Der Hersteller gibt an, damit stehe dem Fahrer zudem eine deutlich größere Spanne von ausgeübtem Bremsdruck zur Verfügung, um eine optimale Bremsleistung zu erreichen, in jeder Kombination der Hebel.
Dual-CBS wurde in folgenden Motorradmodellen verbaut: 
- Honda CBR 1000 F ab Modelljahr 1993
- Honda CBR 1100 XX
- Honda XL 1000 V Varadero bis 2004
- Honda VFR bis Baujahr 2003
- Honda X11

## CBS-ABS
Das CBS-Antiblockiersystem stellt den derzeitigen Entwicklungsstand der Honda-Verbundbremse bei Zweirädern dar. Es enthält ein  Antiblockiersystem für Motorräder.
Die erste Generation des CBS-ABS, ein Dual-CBS mit einem motorisch betätigten und elektronisch-mechanisch geregelten Antiblockiersystem wurde 1996 erstmals bei der Honda ST1100 Pan European serienmäßig angeboten. Je nach Modell werden zwei oder nur ein Bremskolben der Vorderradbremsscheiben bei der Betätigung des Fußhebels angesteuert.
Die zweite Generation des CBS-ABS (z. B. Honda VFR1200F) arbeitet mit zwölf Bremskolben am Vorderrad und zwei Bremskolben am Hinterrad. Beim Betätigen des Handhebels werden sechs Kolben an der rechten Scheibe und vier an der linken Scheibe am Vorderrad hydraulisch bewegt. Beim Betätigen des Fußhebels werden zwei Kolben am Hinterrad und, kontrolliert über den Druckmodulator mit elektromagnetischen Steuerventilen, die zwei oberen Bremskolben des linken vorderen Bremssattels am Vorderrad mit angesteuert.
Bei der dritten Generation - Combined Sports (z. B. Honda Fireblade, Honda CBR600RR) wird z. B. der am Handhebel aufgebaute Bremsdruck von einem Sensor aufgenommen und an das ABS-Steuergerät gesendet, welches über Modulatoren den hydraulischen Bremsdruck aufbaut. Die Steuerung der Bremskraft erfolgt elektronisch, daher spricht Honda von einem „Brake-by-Wire-System.“ Die Ansprechzeit der elektronischen Steuerung soll drei Hundertstel Sekunden betragen.
Das CBS-ABS wird heute (Stand 2010) in allen Honda-Motorrädern angeboten. Die Ausnahme bildet die 750er Shadow Black Spirit sowie Trial, Cross-Modelle und Roller mit einem Hubraum von unter 250 cm³.